# Ballastexistenzen
Ballastexistenzen war ein Propagandaterminus, der 1920 vom Freiburger Arzt und Euthanasie-Befürworter Alfred Hoche eingeführt wurde. Im Zuge der Weltwirtschaftskrise und zunehmender Kosten-Nutzen-Erwägungen begleitete er die rhetorisch-theoretische Gnadentod-Diskussion (vgl. Euthanasie) in der Zeit der Weimarer Republik, während in der Zeit des Nationalsozialismus deren praktische Umsetzung durch Zwangssterilisation, Zwangsabtreibung und Krankenmord erfolgte.

## Diskurs nach dem Ersten Weltkrieg

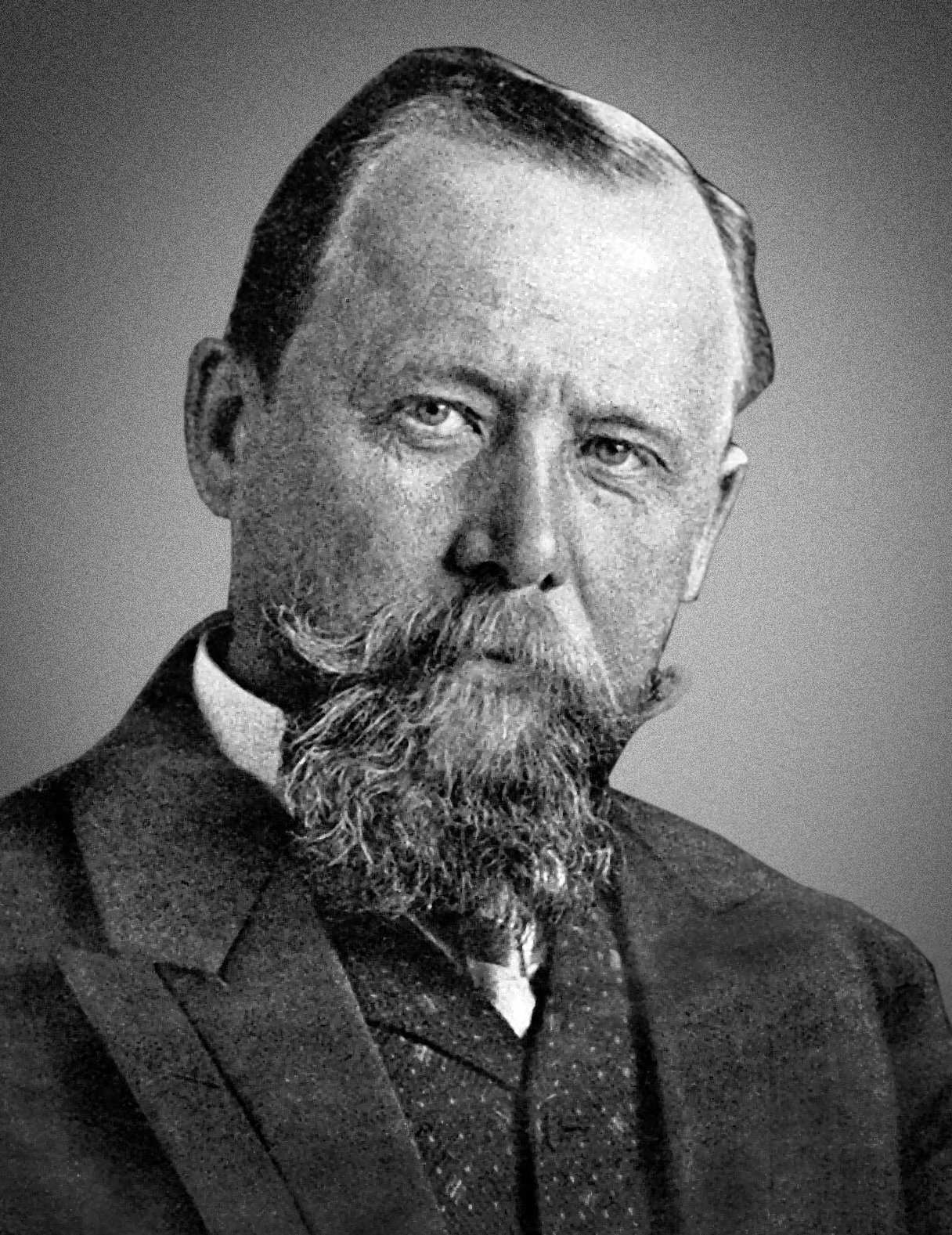
Alfred Erich Hoche (vor 1923)

Ende des 19. Jahrhunderts begann die Diskussion um Tötung auf Verlangen, Sterbehilfe und Vernichtung lebensunwerten Lebens. Eine besondere Dynamik erhielt die Diskussion um die „Euthanasie“, wie man die aktive Tötung euphemistisch nannte, nach dem Ende des Ersten Weltkrieges durch die 1920 veröffentlichte Publikation Die Freigabe der Vernichtung lebensunwerten Lebens, verfasst von dem Juristen Karl Binding und dem Psychiater Alfred Hoche. Dabei ging es den beiden Autoren beim Thema der aktiven Tötung sogenannter „Ballastexistenzen“ weniger um Rassenhygiene als vielmehr um die Einsparung ökonomischer Ressourcen in der Psychiatrie. Die Kosten-Nutzen-Erwägungen dieser Autoren wurden während der Weltwirtschaftskrise erneut aufgegriffen und die Kostenfrage der Forterhaltung der Ballastexistenzen dringlicher gestellt. Schon vor der nationalsozialistischen Machtergreifung relativierte eine dezidiert antiindividualistische Rassenhygiene den Wert des einzelnen Menschenlebens. So hatte ein aggressiver Sozialdarwinismus lebensunwertes Leben rhetorisch bereits zur Tötung freigegeben, als die Rassengesetzgebung die rechtlichen Grundlagen zur Ausmerze von Ballastexistenzen und geistig bereits Toten schuf.

## Propaganda der Nationalsozialisten
Das nationalsozialistische Herrschaftssystem erhob den Kampf gegen die „Ballastexistenzen“ zu seinem Programm. Propagandafilme des Rassenpolitischen Amtes wie Die Sünden der Väter (1935), Abseits vom Wege (1935), Erbkrank (1936), Was Du ererbet … (1936) oder Opfer der Vergangenheit (1937) wurden umgesetzt und zunächst z. T. nur als parteiinternes Schulungsmaterial mit begrenzter öffentlicher Wirkung eingesetzt. In diesen Filmen verbanden sich Abscheu durch die Präsentation von „Ballastexistenzen“ und das Kostenargument, um die Krankenmorde in der Zeit des Nationalsozialismus moralisch zu legitimieren und propagieren. Der Spielfilm Ich klage an (1941) folgte, nachdem Proteste und Widerstände gegen die Meldebogenerfassung von Kranken und die Durchführung der sog. Euthanasie bemerkbar wurden.